# 皇姑区
皇姑区是中华人民共和国辽宁省沈阳市下辖的一个市辖区。位于沈阳市西北部，著名的“北陵”、“新乐遗址”考古和旅游胜地，還有中國歷史上的皇姑屯事件發生地，就位于皇姑区，「皇姑」二字的由來，眾說紛紜。

## 名称由来

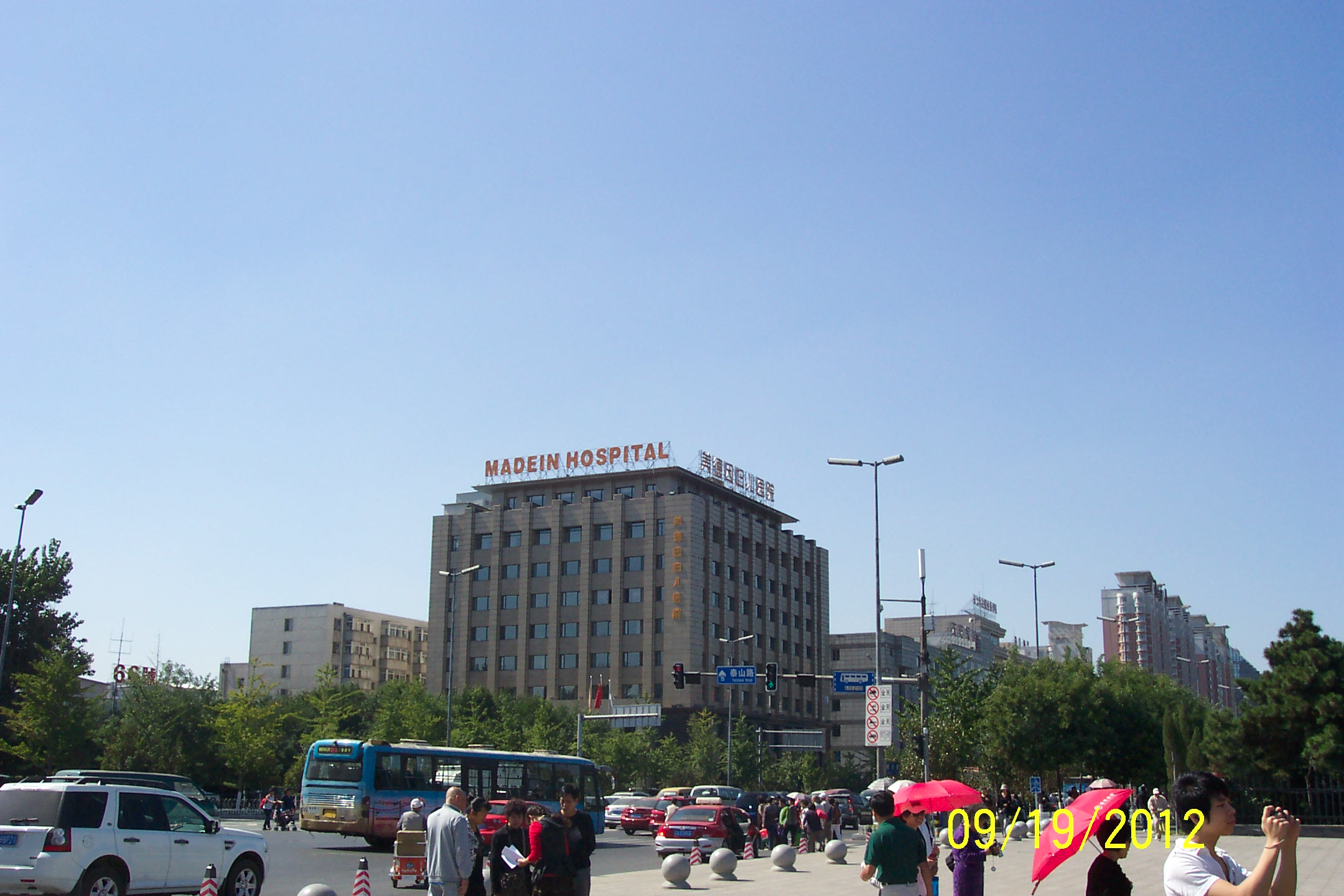
皇姑区泰山路

1、以「皇姑坟」得名，为「芳古之坟」，芳古，又作芬古、費揚古、費揚武，滿清名將，属镶蓝旗，是努尔哈赤之弟庄亲王舒尔哈齐的第八子，其坟称「芳古坟」。时间一久，便误传为皇姑坟。
2、努爾哈赤的使女「黃桂」埋葬於此，當地人稱之為「黃桂窩鋪」，逐漸演變為叫「皇姑屯」。
3、努爾哈赤的義女「桂花」埋葬於此，順治年間遷葬，以桂花為當今皇上之義姑母，演變為「皇姑屯」。

## 行政区划
皇姑区下辖10个街道办事处：
三台子街道、黄河街道、华山街道、明廉街道、新乐街道、舍利塔街道、北塔街道、陵东街道、鸭绿江街道和四台子街道。

## 历史
1938年随着沈阳城区的发展和扩大，将市区划为“沈河、大和、铁西、大东、浑河、永信、于洪、皇姑、北陵、沈海、东陵”十一个行政区，皇姑屯从此列为区级地名，1948年11月共产党军队占领沈阳市後，特别将原皇姑、北陵、塔湾三个区合并为皇姑区。

## 人口
根據第七次人口普查數據，截至2020年11月1日零時，皇姑區常住人口為877287人。

## 参見
- 皇姑屯事件